# اچ‌دی ۹۳۱۲۹ای
اچ دی ۹۳۱۲۹ای (به انگلیسی: HD 93129A) یکی از درخشان‌ترین ستارگان کهکشان راه شیری است. این ستاره که یک ابرغول با ردهٔ طیفی O است حدود ۷۵۰۰ سال نوری با زمین فاصله دارد.